# Юре
Ю́ре (швед. Djurö) — невеликий острів в Балтійському морі, в складі Стокгольмського архіпелагу. Територіально відноситься до комуни Вермде лену Стокгольм, Швеція.
Острів розташований на південний схід від Стокгольма. Дамбою з'єднаний з сусідніми Вінде, автомобільним мостом з Фогельбруландет.
Юре вкритий лісами, є невелике озеро.
Острів заселений, на ньому знаходиться село Юре з населенням 958 осіб (2005).